# Petrus Christierni Christiernin
Petrus Christierni Christiernin, född 11 juni 1642 i Ramnäs socken, död 18 mars 1717 i Västerfärnebo socken, var en svensk präst och riksdagsman.

## Biografi
Petrus Christierni Christiernin var son till Christier Månsson som var brukspatron vid Ramnäs bruk, och började tretton år gammal vid Uppsala universitet. Efter tio års studier i hemlandet for han på utrikes studieresa, bland annat till universitetet i Kiel, disputerade 1667 i Tübingen för Johann Adam Osiander med en avhandling om det gudomliga väsendet i den kungliga jurisdiktionen (kungadömet av Guds nåde), och återkom 1673 till Sverige där han vann Nicolaus Johannis Rudbeckius aktning för sin lärdom, varför han anställdes vid Västerås gymnasium, dock utan att vilja ha betalt. Han prästvigdes 1681 och kunde därefter anta tjänsten som andre teologie lektor, varfter han 1687 blev förste teologie lektor och fick därmed Hubbo socken som prebende. 1682 blev han gymnasiets rektor. Han blev 1689 kyrkoherde i Västerfärnebo socken och kontraktsprost.
Christiernin var fullmäktig vid riksdagen 1689.
Första hustrun Anna var dotter till Nicolaus Nicolai Prytz och andra hustrun Anna var syster till Petrus Elvius. Sonen Nicolaus var far till Per Niklas Christiernin, dottern Sara var gift med riksdagsmannen Petrus Georgii Schiffer, dottern Elisabeth blev med sin make Olof Stiernman stammoder till adelsätten von Stierneman, dottern Maria var hustru till Fredric Martini Anagrius.